# Psychotria multinervia
Psychotria multinervia är en måreväxtart som beskrevs av Henry Nicholas Ridley. Psychotria multinervia ingår i släktet Psychotria och familjen måreväxter. Inga underarter finns listade i Catalogue of Life.